# Karl Wilhelm von Toll
Karl Wilhelm von Toll (rusko Карл Вильгельм Фёдорович Толль), ruski general baltsko-nemškega rodu, * 19. april 1777, † 5. maj 1842.
Bil je eden izmed pomembnejših generalov, ki so se borili med Napoleonovo invazijo na Rusijo; posledično je bil njegov portret dodan v Vojaško galerijo Zimskega dvorca.

## Življenje
Leta 1796 je vstopil v vojaško šolo in jo končal v treh letih; leta 1799 je sodeloval v italijansko-švicarski kampanji, sodeloval v bojih proti Francozom (1805) in Turkom (1806, 1809). 
Med veliko patriotsko vojno je bil sprva generalni oskrbnik 1. armade, nato pa je decembra 1812 postal generalni oskrbnik v Generalštabu Imperialne ruske kopenske vojske. 
Med turško vojno (1829) je bil načelnik štaba armade in naslednje leto je postal državni svetnik. Istega leta je postal načelnik štaba armade, ki je bila poslana proti poljskim vstajnikom; po smrti poveljnika je prevzel poveljstvo. 